# خطوط زيامن الجوية
خطوط زيامن الجوية، (بالصينية: 厦航)، (بالإنجليزية: XiamenAir)، هي أول شركة طيران مملوكة للقطاع الخاص في جمهورية الصين الشعبية، وخامس أكبر شركة طيران في الصين، تأسست في 25 يوليو 1984م، ومقرها في مدينة زيامن في مقاطعة فوجيان، شرق الصين. رمز النداء في اتحاد النقل الجوي الدولي -إياتا- الرمز: (MF).

## التأسيس
تأسست شركة طيران زيامن المحدودة في 25 يوليو 1984م بالاشتراك مع إدارة الطيران المدني الصينية وحكومة مقاطعة فوجيان.
وهي من أولى شركات الطيران التي تم تشغيلها في الصين، بأسطول مكون من أحدث الطائرات في العالم  وتعود ملكية طيران زيامن من قبل ثلاث شركات هي:
1. طيران جنوب الصين بنسبة (51٪).
2. شركة زيامن سي ودي المحدودة بنسبة (34٪)
3. شركة جي تشونع للموارد والطاقة المحدودة بنسبة (15٪).

## رمز النداء
- رمز النداء منظمة الطيران المدني الدولي المحدد هو: CXA
- رمز النداء الخاص بخطوط زيامن الجوية في اتحاد النقل الجوي الدولي -إياتا- هو الرمز (MF).

### شعار الشركة
- شعار الشركة هو «ارتفاع -الطائر- مالك الحزين في السماء الزرقاء».

## التشغيل
تقوم بتشغيل شبكة من الخدمات المحلية والإقليمية عبر إرجاء الصين وآسيا، وبالذات انطلاقاً من مطاراتها المحورية زيامن وفوزو وغوانزو. مغطية بذلك مدن رئيسية ومتوسطة الحجم في منطقة الصين الكبرى (التي تشمل كذلك هونغ كونغ وماكاو وتايوان) بالإضافة إلى مدن رئيسية في جنوب شرق وشمال شرق آسيا.
كما أن خطوط زيامن الجوية التي هي سادس أكبر ناقل في الصين هي شركة الخطوط الجوية الأكثر تحقيقاً للأرباح حيث أنها حققت نتائج مالية إيجابية على مدى 26 سنة متتالية. وتقوم شركة الطيران بنقل أكثر من 15 مليون مسافر سنوياً إلى أكثر من 50 مدينة من ضمنها ماكاو وهونغ كونغ وتايبيه. ويقع مقر الشركة التي تأسست في 1984 في مدينة زيامن الساحلية الواقعة في مقاطعة فوجيان المُفعمة بالحيوية. وتزدهر هذه المنطقة في الصين باقتصاد صناعي نشيط ومتنوع بالإضافة إلى سوق سياحية متنامية.
فقد شغلت خطوط زيامن الجوية مع نهاية شهر أكتوبر 2012 ما مجموعه 86 طائرة، من بينها 80 طائرة من طراز (بوينغ 737) و 6 طائرات من طراز (بوينغ 757)، ويبلغ متوسط العمر الخدمي لطائراتها هو 5.02 سنوات.

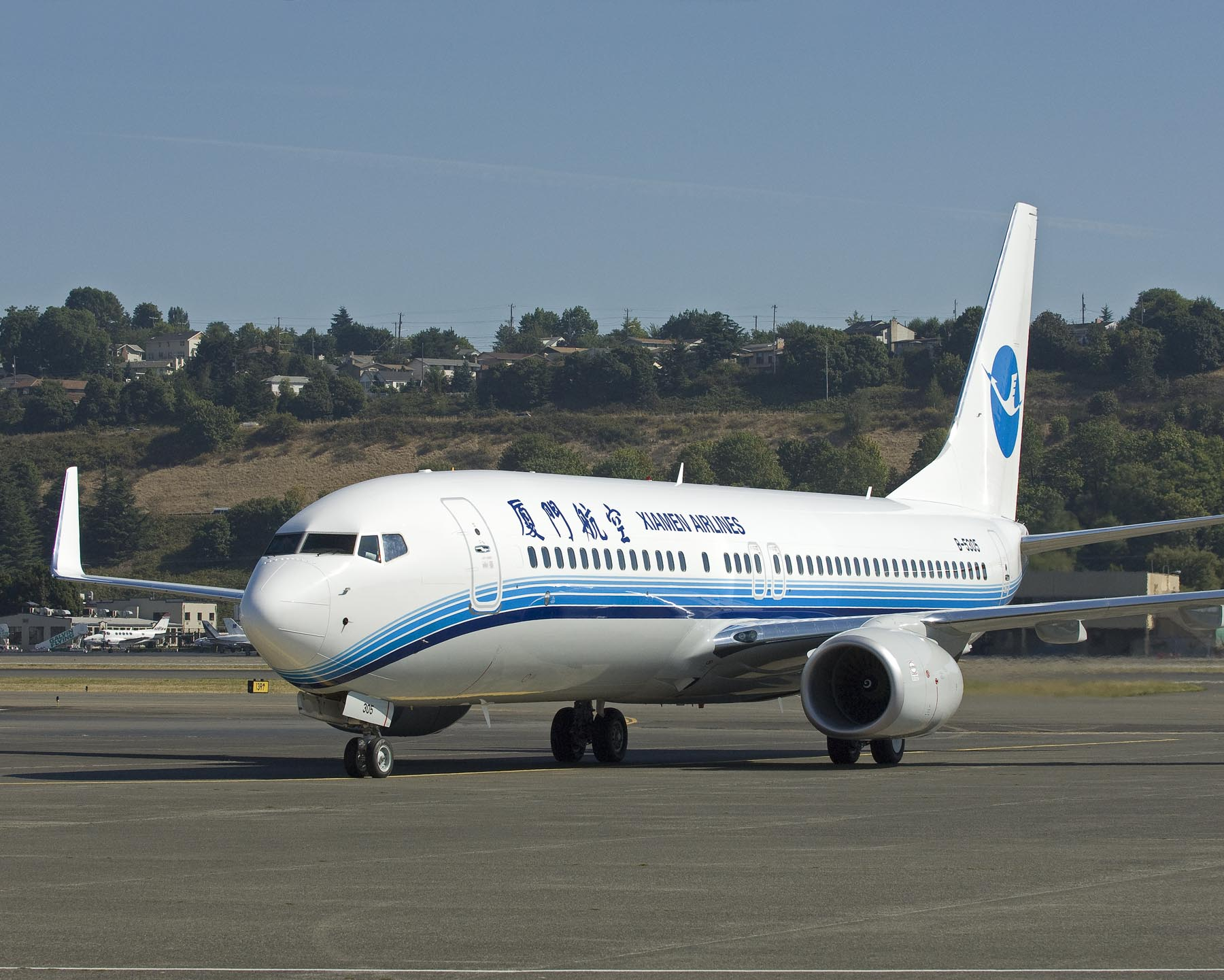
خطوط زيامن الجوية بوينغ 737-800

- 2012 - بحلول نهاية 31 ديسمبر 2012م، انهت زيامن للطيران 2.292.500 ساعة طيران آمنه، و 323 شهر متصلة من السلامة وتوصيل 226 للدفاع الجوي.
- 2013 - أتمت 296.000 ساعة طيران آمن، بزيادة 14.4 في المائة وباقلاع وهبوط 155.000 بزيادة 6.7% عن العام الماضي.
  - حجم الشحن: 17,6000 طن، بزيادة 13.5٪ و 10٪ و 5.6٪ على التوالي عن العام الماضي.
  - إيرادات التشغيل بلغت 16450000000 يوان، بزيادة 12.5٪ عن العام الماضي.[7]
  - الأرباح الإجمالية بلغت 2.2 مليار يوان وقد حافظت على مدى 26 سنه متتالية على الأرباح، مما يعكس زخم الإنمائي القوي والتزامها ببناء مجموعة ذات جوة عالية في عالم صناعة الطيران.

## الوجهات

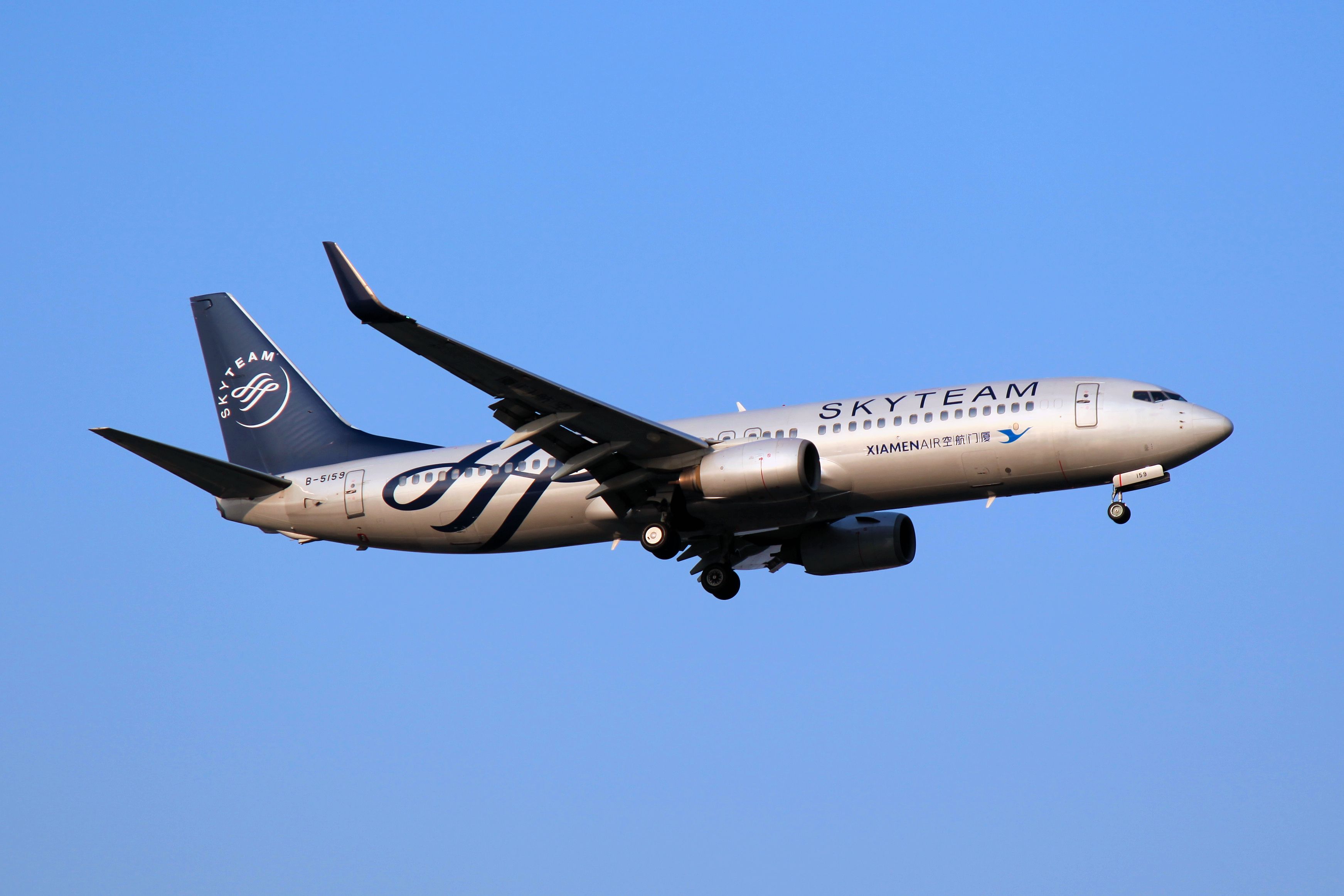
طائرة بوينغ 737-800 مطلية بطلاء سكاي تايم

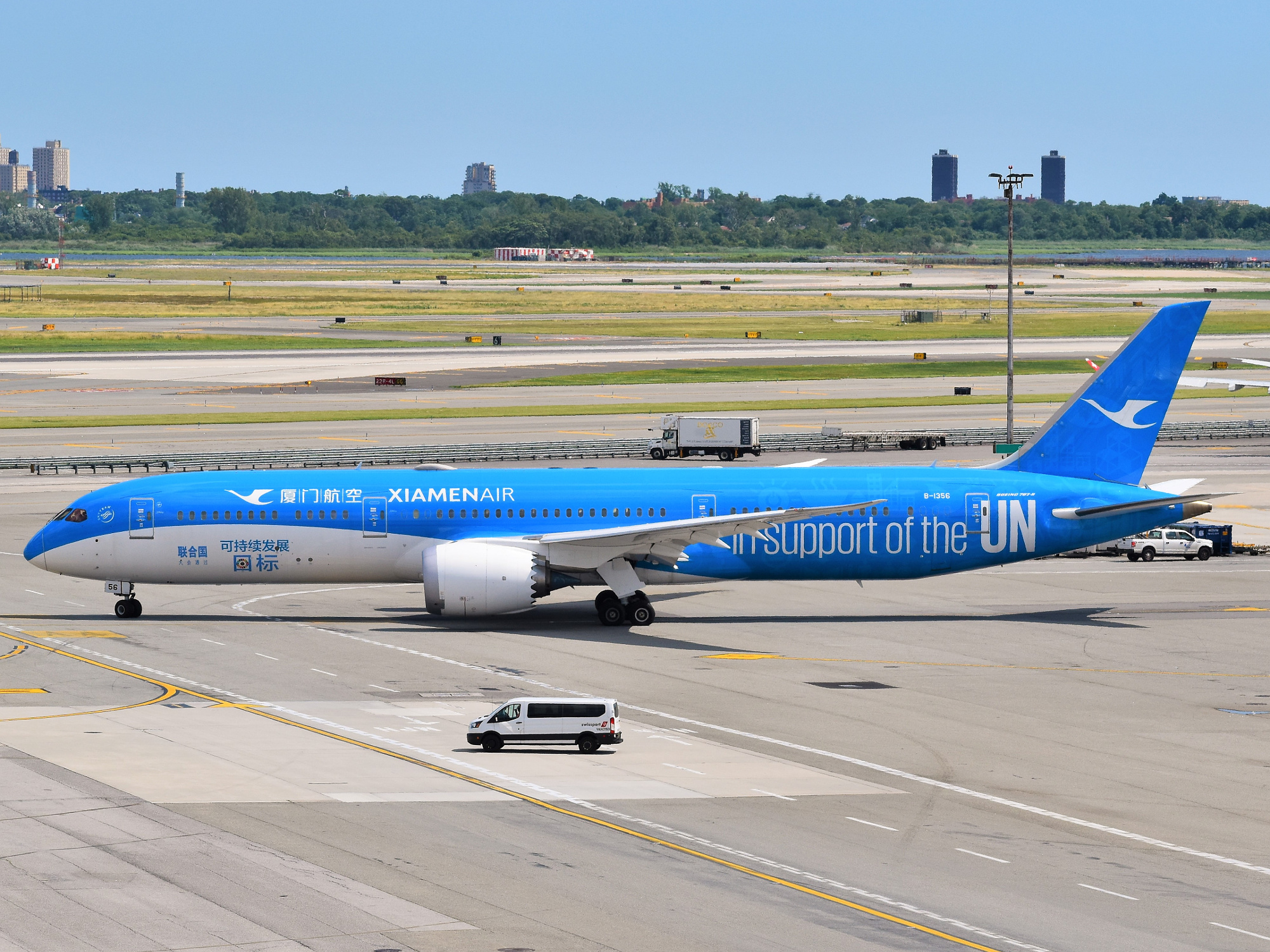
طائرة بوينغ 787-9 تابعة للشركة

### التحالف
وقعت شركة زيمان مذكرة تفاهم مع تحالف سكاي تيم في 17 نوفمبر 2011. وانضمت شركة الطيران رسميًا بصفتها العضو التاسع عشر في سكاي تيم في 21 نوفمبر 2012.

### اتفاقيات الرمز المشترك
لدى خطوط زيامن الجوية اتفاقيات الرمز المشترك مع الشركات التالية:
- الخطوط الجوية الفرنسية[10]
- خطوط شرق الصين الجوية
- خطوط جنوب الصين الجوية[10]
- غارودا إندونيسيا
- الخطوط الجوية اليابانية
- الخطوط الجوية الملكية الهولندية[10]
- كوريا للطيران
- الخطوط الجوية الماليزية
- خطوط ماندارين الجوية
- الخطوط الجوية الفلبينية
- الخطوط السعودية
- الخطوط الجوية الفيتنامية[11]

### المشاريع المشتركة
لدى خطوط زيامن الجوية مشاريع المشتركة مع الشركات التالية:
- الخطوط الجوية الفرنسية[10]
- خطوط جنوب الصين الجوية[10]
- الخطوط الجوية الملكية الهولندية[10]

## الأسطول
اعتبارًا من يناير 2023، وصل حجم الأسطول (بما في ذلك الشركات التابعة لشركة جيانغشى للطيران وخطوط هيبي الجوية) إلى 163 طائرة و27 طائرة مطلوبة، بمتوسط عمر يبلغ 9.2 عامًا. وتشغل خطوط زيامن الطائرات التالية:
| الطائرة                    | في الخدمة | مطلوبة | الركاب     | الركاب       | الركاب     | الركاب     | ملاحظات                           |
| الطائرة                    | في الخدمة | مطلوبة | الأولى     | رجال الأعمال | السياحية   | المجموع    | ملاحظات                           |
| -------------------------- | --------- | ------ | ---------- | ------------ | ---------- | ---------- | --------------------------------- |
| إيرباص إيه 320 نيو         | —         | 25     | يعلن لاحقا | يعلن لاحقا   | يعلن لاحقا | يعلن لاحقا | يبدأ التسليم في 2024.             |
| إيرباص إيه 321 نيو         | 1         | 14     | —          | 8            | 200        | 208        | [ 18 ] [ 19 ]                     |
| بوينغ 737 الجيل القادم-700 | 9         | —      | —          | 8            | 120        | 128        |                                   |
| بوينغ 737 الجيل القادم-800 | 131       | —      | —          | 8            | 156        | 164        |                                   |
| بوينغ 737 الجيل القادم-800 | 131       | —      | —          | 8            | 162        | 170        |                                   |
| بوينغ 737 الجيل القادم-800 | 131       | —      | —          | —            | 184        | 184        |                                   |
| بوينغ 737 ماكس-8           | 10        | 25     | —          | —            | 184        | 184        | [ 20 ]                            |
| بوينغ 737 ماكس-10          | —         | 10     | يعلن لاحقا | يعلن لاحقا   | يعلن لاحقا | يعلن لاحقا | مطلوبة من خطوط جنوب الصين الجوية. |
| بوينغ 787-8                | 6         | —      | 4          | 18           | 215        | 237        |                                   |
| بوينغ 787-9                | 6         | —      | —          | 30           | 257        | 287        |                                   |
| المجموع                    | 163       | 74     |            |              |            |            |                                   |

### الأسطول االتاريخي
قامت خطوط زيامان سابقًا بتشغيل الطائرات التالية:
- بوينغ 737-200
- بوينغ 737 كلاسيك-300
- بوينغ 737 كلاسيك-500
- بوينغ 757-200

## برنامج المسافر الدائم
إن برنامج (Egret Club) هو برنامج المسافر الدائم الخاص بخطوط زيامن الجوية. صمم للركاب الذين تتراوح أعمارهم بين 12 و 23 سنة.
وهو برنامج لجمع وإنفاق الأميال ويتعاون مع علامات تجارية معروفة ليقدم لأعضائه أساليب متنوعة لجمع الأميال. يستطيع أعضاء برنامج (Egret Club) أن يكسبوا الأميال بسهولة من خلال الطيران مع خطوط زيامن الجوية أو باستخدام بطاقات الاعتماد التي تحمل شعارات مُشتركة من أجل التأهل لعروض ومكافآت خاصة، تتضمن استبدال الأميال بتذاكر مجانية ورفع درجة التذكرة وهدايا ونشاطات ذات مستوى راقي.

## الجوائز

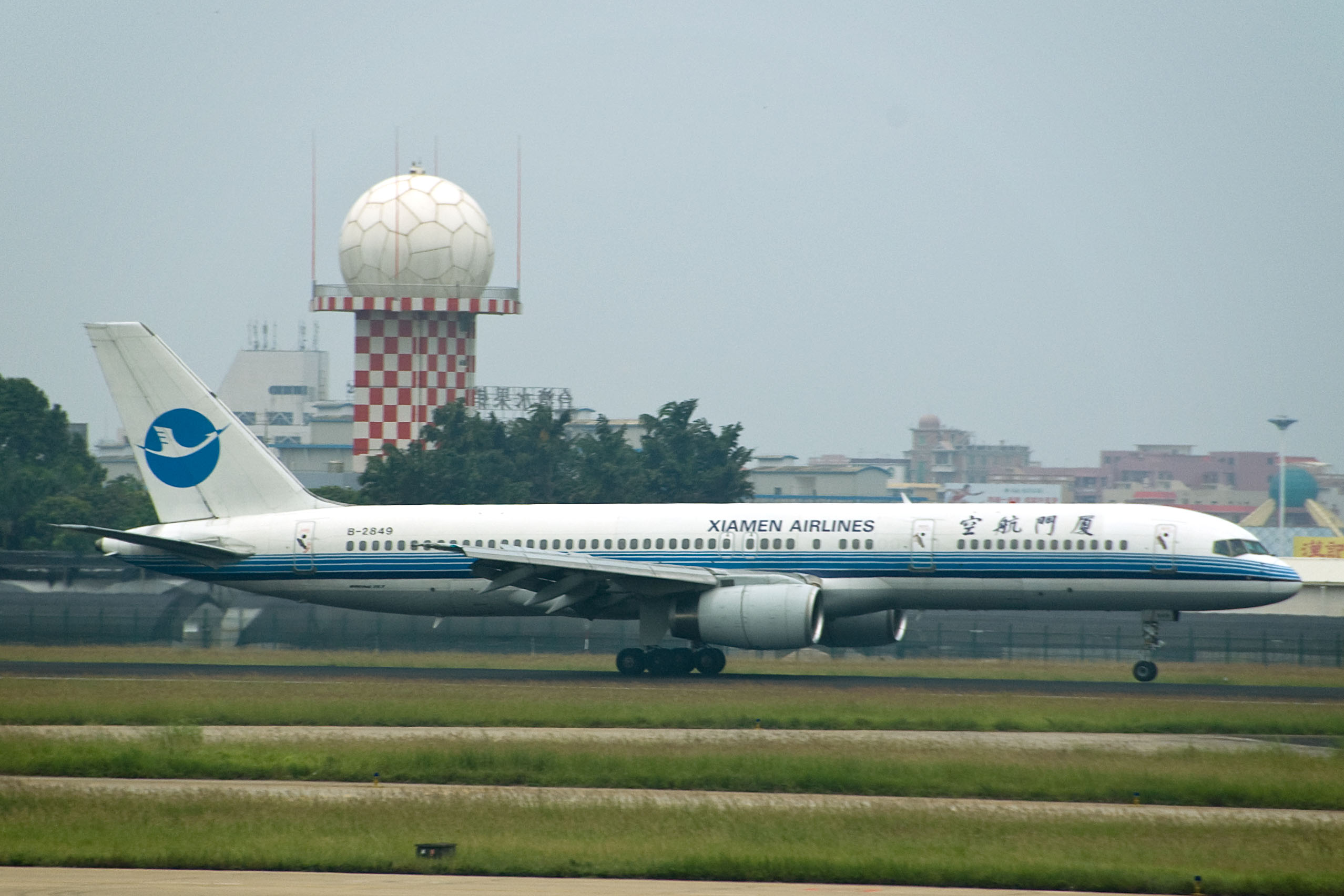
خطوط زيامن الجوية بوينغ '757-200 تهبط بالطلاء القديم في مطار زيامن الدولي.

- 1994 - منحت جائزة «جائزة مؤسسة النقل الجوي للعمليات المتميزة وإدارة الأداء». من قبل إدارة الطيران المدني في الصين.
- 1995 - جائزة «كأس جنيان للسلامة الجوية»، وهي جائزة لتحديد أعلى المعايير لرحلة آمنة في صناعة الطيران المدني الصينية. منحت الجائزة من قبل إدارة الطيران المدني في الصين.
- 1996 - جائزة «كأس جنيان للسلامة الجوية»، من قبل إدارة الطيران المدني في الصين.
- 1997 - جائزة «كأس جنيان للسلامة الجوية»، منحت الجائزة من قبل إدارة الطيران المدني في الصين.
- 1998 -
  - جائزة الشرف لفوزها بجائزة «كأس جنيان للسلامة الجوية» ثلاث سنوات متتالية 1995-1997. مقدمة من إدارة الطيران المدني في الصين.
  - جائزة «كأس جنيان للسلامة الجوية»، منحت الجائزة من قبل إدارة الطيران المدني في الصين.
- 2001 - جائزة «كأس جنيان للسلامة الجوية»، منحت الجائزة من قبل إدارة الطيران المدني في الصين.
- 2002 - جائزة بمرتبة الشرف، صوت لها كافضل شركة طيران في الصين، توجت بمناسبة الذكرى العاشرة في استطلاع السنوي للركاب عن شركات الطيران، الجائزة مقدمة من جمعية الطيران المدني في الصين.
- 2004 -جائزة «كأس جنيان للسلامة الجوية»، منحت الجائزة من قبل إدارة الطيران المدني في الصين.
- 2006 -
  - جائزة «إدارة شركة طيران المعلقة» من قبل مؤسسة المواصفات والمقاييس البريطانية.
  - جائزة «كأس جنيان للسلامة الجوية»، منحت الجائزة من قبل إدارة الطيران المدني في الصين.
- 2007 -
  - جائزة «كأس جنيان للسلامة الجوية»، منحت الجائزة من قبل إدارة الطيران المدني في الصين.
  - «جائزة النجمة الواحدة للسلامة الجوية»، منحت لتحقيق مليون ساعة آمنة من عمليات الطيران. منحت الجائزة منقبل إدارة الطيران المدني في الصين.
- 2009 - جائزة الإخلاص والتفاني في «تدقيق السلامة التشغيلية برنامج (IOSA)». الجائزة مقدمة من اتحاد النقل الجوي الدولي (IATA).
- 2011 - «جائزة عيد العمال الوطنية»، وهي أعلى جائزة بالنسبة للمؤسسة الوطنية الصينية. منحت الجائزة من قبل اتحاد نقابات العمال في عموم الصين.
- 2012 - «جائزة النجمتين للسلامة الجوية»، منحت لتحقيق مليون ساعة آمنة من عمليات الطيران. منحت الجائزة منقبل إدارة الطيران المدني في الصين.

## الأحداث والحوادث
في 2 أكتوبر 1990م، اختطفت الرحلة 8301 لشركة زيامن الجوية من طراز بوينغ 737-200، وبعد وقت قصير من اقلاعها وتحطمت في وقت لاحق في مطار بايون الدولي بعد اصطدامها بطائرتين كانت في المطار مما تسبب في مقتل 128 شخصا.

## انظر ايضًا
- سكاي تيم
- طيران جنوب الصين
- اتحاد النقل الجوي الدولي
- قوانغتشو

## وصلات خارجية
- تحالف سكاي تيم «الموقع الرسمي»  نسخة محفوظة 14 أكتوبر 2020 على موقع واي باك مشين. (بالعربية)
- خطوط زيامن الجوية "الموقع الرسمي نسخة محفوظة 3 نوفمبر 2012 على موقع واي باك مشين. (بالصينية)